# Вони зустрілися в Бомбеї (фільм, 1941)
Вони зустрілися в Бомбеї (англ. They Met in Bombay) — американський пригодницький фільм 1941 року режисера Кларенса Брауна, в якому в головних ролях знялися Кларк Гейбл,Розалінд Расселл та Пітер Лорре.

## Сюжет
Джеральд Мелдрік (Кларк Гейбл) та «Баронеса» Аня фон Дюрен (Розалінд Расселл) — крадії ювелірних прикрас, які діють у Бомбеї (сучасний Мумбай) у Британській Індії. Джеральд видає себе за детектива Лондонського Ллойдса, а «Баронеса» — за аристократку. Обидва переслідують безцінний алмаз «Зірка Азії», що належить герцогині Белтраверс (Джессі Ральф). Коли Джеральд та Аня зустрічаються та закохуються, вони не знають хто є хто насправді. Згодом, Джеральд дізнається справжню особистість  «Баронеси». Він обманює її, щоб Аня вкрала «Зірку Азії», та віддала алмаз йому, але обман швидко розкривається. Врешті, вони змушені об'єднатись та тікати з Бомбею від переслідування місцевого поліцейського інспектора Крессі (Метью Боултон). Джеральд й Аня намагаються дістатись Гонконгу, але капітан вантажного судна Чанг (Пітер Лорре) має свої плани на «Зірку Азії».

## У ролях
- Кларк Гейбл — Джеральд Мелдрік
- Розалінд Расселл — Аня фон Дюрен
- Пітер Лорре — капітан Чанг
- Джессі Ральф — герцогиня Белтраверс
- Реджинальд Оуен — генерал Аллен
- Метью Боултон — інспектор Крессі
- Едуардо Сіаннеллі — Джованні Річчо, менеджер готелю
- Луїс Альберні — метродотель
- Розіна Галлі — Карменсіта 'Роза'
- Джей Новелло — Боло
- Девід Клайд — сержант
- Алан Ледд — британський солдат
- Майлз Мендер — доктор (в титрах не вказаний)
- Гаррі Аллен — содат (в титрах не вказаний)
- Філіп Ан — японський офіцер (в титрах не вказаний)